# كمال أباد (تشناران)
كمال أباد (بالفارسية: کمال‌آباد) هي قرية تقع في قسم بيزكي الريفي (مقاطعة تشناران) في إيران. يقدر عدد سكانها بـ 184 نسمة .